# Maria Wołyńska
Maria Wołyńska (ur. 1927, zm. 2004) – polska artystka fotograf. Członkini Związku Polskich Artystów Fotografików. Prezes Zarządu Okręgu Wielkopolskiego ZPAF. Członkini Poznańskiego Towarzystwa Fotograficznego.

## Życiorys
Maria Wołyńska związana z poznańskim środowiskiem fotograficznym – mieszkała i pracowała w Poznaniu. Od 1964 roku należała do Poznańskiego Towarzystwa Fotograficznego, gdzie pełniła funkcję wiceprezesa Zarządu PTF. Jest autorką i współautorką wielu wystaw fotograficznych; indywidualnych (siedmiu) oraz zbiorowych (kilkudziesięciu) – krajowych i międzynarodowych. Była współorganizatorką i kuratorką sześciu wystaw fotograficznych innych artystów. W 1970 roku Maria Wołyńska została przyjęta w poczet członków Związku Polskich Artystów Fotografików, gdzie od 1996 roku pełniła funkcję prezesa Zarządu Okręgu Wielkopolskiego ZPAF. W Zarządzie Głównym ZPAF pełniła funkcję wiceprezesa ds. artystycznych oraz była członkiem Komisji Artystycznej ZG ZPAF. W 1998 roku została laureatką zespołowej Nagrody Artystycznej Miasta Poznania.  
W 2006 roku fotografie Marii Wołyńskiej (powstałe w latach 1960–2001) zaprezentowano na jej pośmiertnej wystawie retrospektywnej w poznańskiej Galerii Miejskiej Arsenał.